# 位相角 (天文学)

位相角

観測天文学における位相角とは、観測天体への入射光と観測天体からの反射光の間における角度のことである。天文観測の分野では通常、太陽-観測天体-観測者の間の角度のことを指す。
地上観測においては、「太陽-観測天体-地球」と「太陽-観測天体-観測者」
の角度はほとんど同じであるが、観測天体が月など地球にきわめて近い天体においては、視差効果により、1°程度の違いが生じることがあり、これは満月2つ分の視直径に相当する。
位相角の用語の語源は、天体の明るさと満ち欠けは位相角の関数であることより、惑星の相の概念に関連している。
位相角は0°から180°までの値をとり、0°の場合は光源，観測者，観測天体の順に一直線上に存在することを意味しており、光源と観測者が観測天体から見て同じ側を向けている。180°の場合、光源，観測天体，観測者の順に一直線上に存在しており、この状態は観測者から見て内合と呼ばれる。値が90°未満の場合、後方散乱に代表され、90度以上の場合、前方散乱に代表される。
月（月相）や金星（金星の相）や水星（いずれの場合も地球から見た場合）の位相角は0°から180°の範囲を取りうる。外惑星の場合、比較的小さい値しか取り得ず、地球から見た場合の火星の最大の位相角は45°程度である。
天体の明るさは位相角の関数として与えられ、位相角が0°の場合の衝効果を除き、滑らかな値を取る。これらはガス惑星や濃い大気を持つ天体についても同じことがいえる。位相角が180°に近づくにつれ、天体の光は弱くなっていく。これらの関係を位相曲線と呼ぶ。